# Варшавська битва (1920)
Варша́вська би́тва (пол. Bitwa Warszawska; рос. Варшавская битва), також відома як «Диво на Віслі» (пол. Cud nad Wisłą), відбулася 13—25 серпня 1920 року. Вона стала вирішальною битвою радянсько-польської війни, внаслідок якої Польська Республіка зуміла відстояти незалежність, завдавши поразки Червоній армії. Союзником польських військ були українські військові з'єднання УНР.

## Передумови
У січні 1920 року Польща взяла участь у конференції балтійських країн. Однак досягти угоди про зміцнення зв'язків та співробітництва не вдалося. У розпорядженні Юзефа Пілсудського залишався єдиний можливий союзник — Директорія УНР, армія якої зазнала поразки від більшовиків. Симон Петлюра перебував у безвихідній ситуації на території Польщі і міг розраховувати тільки на поляків. З травня 1919 року почались таємні перемовини з представниками УНР щодо умов польсько-українського союзу[джерело?]. Перемовини між представниками УНР та Польщі тривали до середини квітня 1920 року.

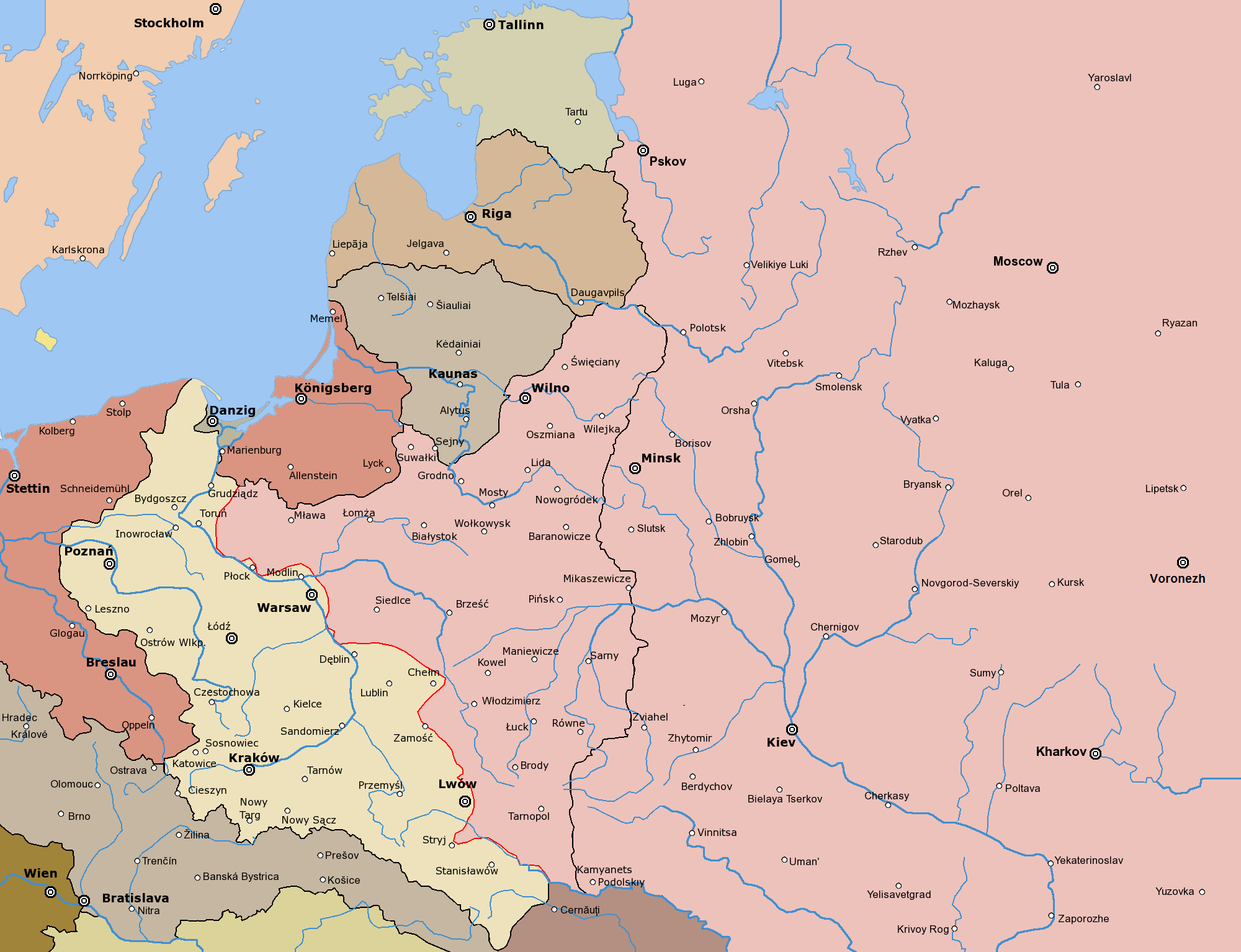
Лінія фронту у серпні 1920 року

Перемовини відбувалися під постійним тиском поляків. Коли Симон Петлюра не погодився на польські умови, його разом з міністрами заарештували й протримали 24 години. 22 квітня 1920 року підписано Варшавський договір між Польською Республікою і УНР. Польща визнавала за УНР територію до кордонів 1772 року, західноукраїнські землі ж відходили до Польщі. 24 квітня 1920 року між представниками Військового міністерства Польщі та Урядом Симона Петлюри підписана Військова конвенція між Польщею та Україною, як додаток до Варшавського договору. Згідно з Конвенцією, польські та українські війська мали діяти спільно як союзні армії. У випадку польсько-українських дій проти радянських військ на території Правобережної України військові операції мали проводитись під керівництвом польського командування.

Початок Варшавської битви

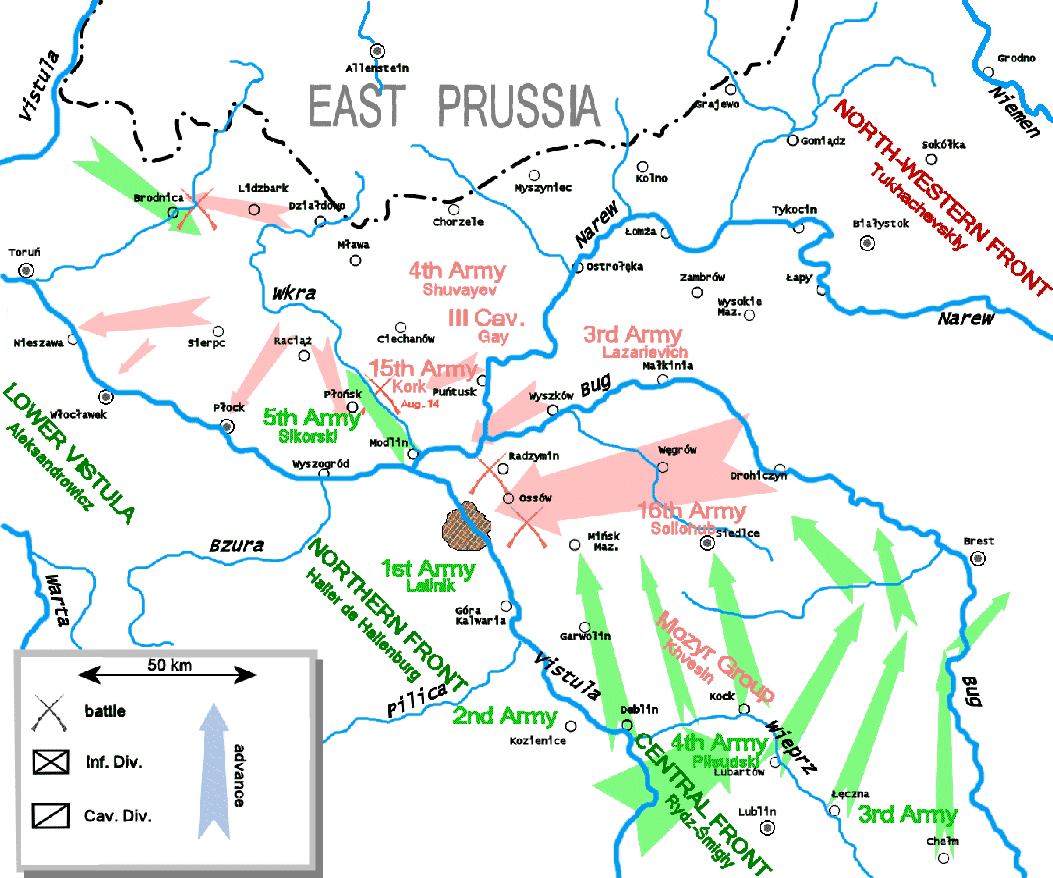
Польський контрнаступ

Вже у квітні-травні 1920 року українсько-польські війська почали швидко просувались вглиб українських земель, а на початку травня увійшли до Києва. Поляки не поспішали віддавати зайняті українські землі урядові УНР і поводились на них не набагато краще за більшовиків. Ось що писав генерал-поручник Армії УНР Олександр Удовиченко про поляків:
|  | Українське населення повітів, зайнятих польськими військами, заскочене швидким розвитком політичних подій, підозріло ставилося до приходу поляків. Сотні більшовицьких агітаторів пускали чутки про наміри поляків відібрати від селян колишні панські землі, про повернення власників до своїх маєтків, про контрибуції, що мусять селяни заплатити за зруйноване панське господарство та ін. З другого боку, польські війська поводилися з населенням, як у завойованій країні. Відбувалися самочинні безконтрольні реквізиції збіжжя, цукру, фуражу, коней і худоби. Скарги населення залишалися без наслідків, а це призвело до напружених взаємовідносин між українцями й поляками. |

Польсько-українські війська невдовзі були зупинені. Більшовики підтягнули значні сили, зокрема й 1-шу Кінну армію Будьонного, й розпочали контрнаступ. РККА почала швидко просуватися на захід. На початку липня більшовики вийшли до річки Збруч, на кордон між УНР та Польщею, а наприкінці липня — безпосередньо на польську територію.
Лорд Джордж Керзон 11 липня 1920 року вручив ноту радянським представникам у Великій Британії. У ноті пропонувалося зупинити більшовиків на лінії Гродно–Брест–Рава-Руська—Перемишль, на так званій Лінії Керзона. Проте більшовики цю ноту відхилили.
Оргбюро ЦК РКП(б) сформувало 8 липня 1920 року в Києві Галицький революційний комітет. Його головою призначили Володимира Затонського. Вже 15 липня 1920 року Галицький революційний комітет проголосив створення Галицької Соціалістичної Радянської Республіки (ГСРР). 19 липня 1920 року Оргбюро ЦК РКП(б) створило Польське бюро ЦК РКП(б) на чолі з Феліксом Дзержинським, поляком за походженням. 23 липня 1920 року в Смоленську сформовано маріонетковий Тимчасовий революційний комітет Польщі, який мав взяти владу в Польщі після взяття Варшави. Головою Тимчасового революційного комітету Польщі призначили комуніста Юліана Мархлевського. Зі Смоленська ТРК Польщі переїхав у Білосток.
12 серпня — 25 серпня 1920 року розгорнулась масштабна Варшавська битва, яка увійшла в історію під назвою «Диво на Віслі». Основний тягар оборони Варшави лежав на армії Північного фронту генерала Юзефа Галлера. У кровопролитних оборонних боях за Радзимін, Зєльонку та Оссув поляки знекровили противника. Юзеф Пілсудський зібрав на південний схід від Варшави групу свіжих частин, у складі п'яти дивізій піхоти і бригади кавалерії, та 16 серпня 1920 року з-над річки Вєпш вдарив у фланг армій Західного фронту під командуванням Тухачевського, що наступали. Протягом кількох тижнів поляки розгромили між Віслою та Німаном кілька червоних дивізій.
Більшовики зрозуміли, що їм важко вести наступ одночасно на Варшаву та Львів, тому перекинули 1-шу кінну армію на варшавський напрямок. Армія Будьонного мала рухатись через Замостя, Люблін у тил контратакувальних дивізій Пілсудського.

### Оборона Замостя
Саме у період з 19 до 30 серпня 1920 року 6-та Січова дивізія УНР під командуванням Генерал-хорунжого Марка Безручка відбивала атаки 1-ї кінної армії Будьонного під Замостям. Безручко командував залогою міста, до якої входили: 6-та Січова дивізія, 31-й польський полк та 2 етапових курені. Всього — 3200 багнетів, 200 шабель, 12 гармат та 3 бронепотяги. Морська піхота УНР міністра ВМС УНР Михайла Білинського стала під Замостям тією фортецею, яку не могли здолати війська М. Тухачевського. Під час тих боїв Білинський постійно знаходився в діючій армії зі своєю дивізією морської піхоти.
Атаковані з півдня і заходу більшовики змушені перейти прусський кордон, частина військ відступила на схід.

## Наслідки битви

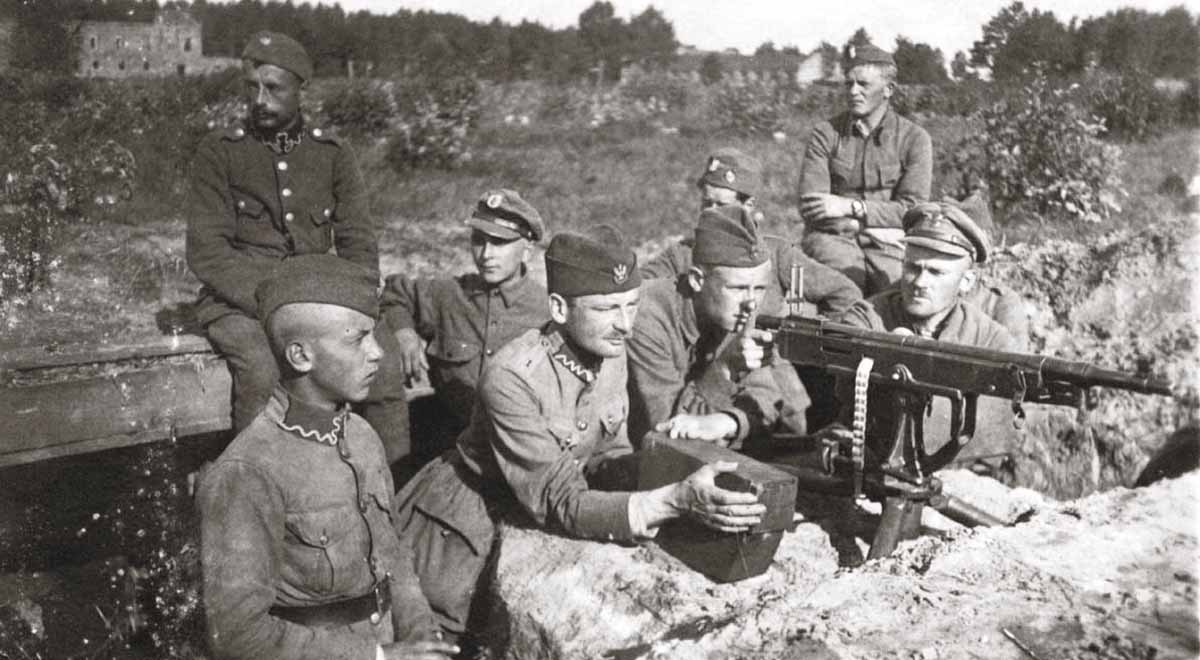
Польські окопи під Мілосною, серпень 1920

Після Варшавської битви більшовики змушені піти на перемовини з Польщею. За наслідками перемовин між РСФСР та УСРР з одного боку, і Польщею, з іншого, на вимогу більшовиків до складу делегації Польщі не було допущено делегатів від Уряду УНР, 12 жовтня 1920 року в Ризі підписано радянсько-польське перемир'я, а 18 березня 1921 року — Ризьку мирну угоду.
Згідно з угодою більшовики визнавали за Польщею входження до її складу західнобілоруських земель до рік Двіни і Березини та західноукраїнських теренів у районі Полісся. Стосовно галицьких земель, більшовики погоджувались з їх міжнародно-правовим статусом як підмандатної території Ліги Націй з тимчасовим управлінням Польщею, затвердженим Верховною Радою Паризької конференції 25 червня 1919 року. На сході Галичини польські повноваження тимчасового зверхника мали за межу річку Збруч.
Під час польсько-радянської війни 1920 року українська сторона надала суттєву військо-політичну допомогу Польщі та зарекомендувала себе надійним партнером[джерело?]. Завдяки грамотним тактичним діям українського командування Армії УНР, героїзмові та звитязі рядових військових, вдалося не просто зупинити більшовицьке просування на захід та відвернути трагедію під Варшавою, але й зірвати більшовицькі плани «всесвітньої революції»[джерело?].
Після підписання сепаратної Ризької угоди, українські дивізії залишено напризволяще поляками біля Проскуріва та Кам'янець-Подільського. Не витримавши більшовицького наступу, українські війська перейшли 21 листопада 1920 року Збруч і були інтерновані поляками в таборах у Каліші, Александруві-Куявському та інших містах.

## У масовій культурі
Кінематограф
- 1921 — «Диво над Віслою», Польща, режисер Річард Болеславський;
- 2011 — «Варшавська битва. 1920», Польща, режисер Єжи Гоффман.

## Кінематографія
- 1920 Варшавська битва (2011) / 1920 Bitwa Warszawska (2011) [Архівовано 16 травня 2022 у Wayback Machine.]